# 羅馬尼亞德裔
羅馬尼亞德裔（德語：Rumäniendeutsche；羅馬尼亞語：Germanii din România）是羅馬尼亞最重要的少數民族之一。在兩次世界大戰期間，這個國家的德裔人口總數達到了約80萬（根據一些可追溯到 1939 年的消息來源和估計，在第二次世界大戰前夕），由於德國人在二戰中和之後大量離開中東歐回到本土，這個數字隨後下降到36,000（根據 2011 年人口普查）。